# (14341) 1983 RV3
(14341) 1983 RV3 là một tiểu hành tinh vành đai chính. Nó được phát hiện bởi Henri Debehogne ở Đài thiên văn La Silla ở Chile ngày 4 tháng 9 năm 1983.